# Cylindromyia sensua
Cylindromyia sensua là một loài ruồi trong họ Tachinidae.